# Europas demografi

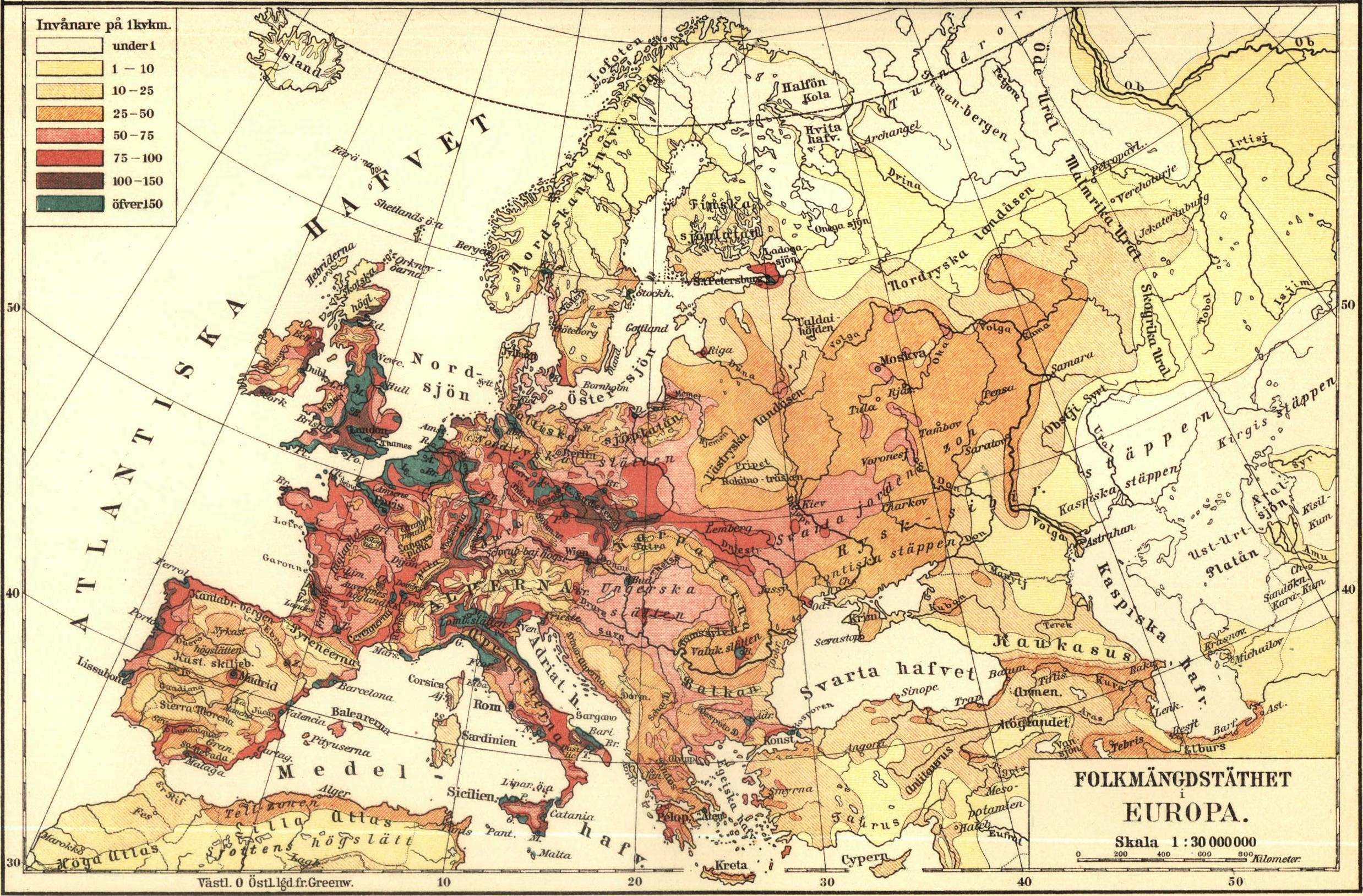
Befolkningstätheten i Europa som den såg ut 1907.

Europa är en liten men tätbefolkad världsdel, och den hade 2020 totalt 747 miljoner invånare. Endast Asien och Afrika hade då fler invånare.

## Befolkningsfördelning
Världsdelen, som är den västligaste delen av den eurasiska landmassan, hade 2020 i snitt 70 invånare per kvadratkilometer. Befolkningen är dock ojämnt fördelad, med en högre befolkningstäthet i Central- och stora delar av Västeuropa – samt Italien. Norden, stora delar av Europeiska Ryssland, Spaniens inland samt Alperna tillhör de mer glesbefolkade områdena.

## Språk
Det talas många språk i Europa, och ibland uppskattas det vara cirka 100 stycken. Det finns dock en glidande skala, med ett antal språk uppdelade i mer eller mindre särpräglade dialekter. Det senare gäller bland annat svenskan, norskan, italienskan och tyskan, och genom Jugoslaviens upplösning utvecklades serbokroatiskan till ett antal olika nationella språkstandarder. Dessutom tillkommer en mängd invandrarspråk, främst från delar av Afrika och Mellanöstern.
De flesta språk i Europa tillhör en indoeuropeiska språkfamiljen, där romanska, germanska och slaviska språk dominerar i Syd-, Nord- respektive Östeuropa. Centraleuropa är uppdelad mellan germanska och slaviska språk, och Balkan har en mer komplicerad språkfördelning. Många språk är nationalspråk i sina respektive länder, och regionalt har franska, tyska och ryska historiskt sett ofta fungerat som lingua franca. Via USA:s och Brittiska imperiets historiska expansion och roll under 1900-talets två världskrig har engelskan kommit att utvecklas till nutidens dominerade kommunikationsspråk. Detta kontrasterar mot det faktum att mycket få invånare i Europeiska unionen efter Brexit har engelska som modersmål. I Europa är tyska och ryska de två språken med flest modersmålstalare.

## Religion
I cirka 1000 år har Europa dominerats religiöst av kristendomen, efter att mission åren runt 1000 ledde till kristnande av de större staterna i Norden och Östeuropa.
Sedan 1900-talet har dock världsdelen upplevt en omfattande sekularisering. Officiellt avkristnande skedde via de franska och ryska revolutionerna, parallellt med att många kristna sekter och minoriteter under århundrandena emigrerat till bland annat Nordamerika. I många europeiska länder har den tidigare statskyrkan avskaffats, och kristna dop och kyrkbröllop är allt mindre vanliga.
Historiskt har judendomen varit en viktig minoritetsreligion i Europa, men detta har minskat i betydelse genom aktiv förföljelse, folkmord och utvandring till Nordamerika och Israel. Efter andra världskriget har flera invandringsvågor från Arabvärlden å andra sidan ökat mängden muslimer i Europa.
Det organiserade undertryckandet av kristna aktiviteter under efterkrigstidens kommunistiska regimer i den östxra halvan av världsdelen efterträddes dock av en ökad religiositet.